# Bianco Bianchi
Bianco Bianchi (6 de abril de 1917 — 17 de julho de 1997) foi um ciclista italiano, profissional de 1937 a 1939. Competiu pela Itália nos Jogos Olímpicos de 1936, em Berlim, onde conquistou a medalha de prata na perseguição por equipes (4,000 m).